# 岡田又三郎
岡田 又三郎（おかだ またさぶろう、1914年8月2日 - 1984年3月2日）は、昭和期の洋画家、日展理事。東京都出身。荒削りの大胆な技法で背景の省略された処理の巧みさと、伝統的な写実性を兼ね備えた風格ある画風が特徴。岡田三郎助、浦和画家の寺内萬治郎に師事。
親しい友人に、三木武夫がいる。

## 主な経歴
- 1933年 東京府立第一中学校（現・東京都立日比谷高等学校）卒
- 1940年 東京美術学校（現・東京芸術大学） 卒
- 1944年 寺内萬治郎と門下生が集まり武蔵野会を結成。
- 1953年 「教会への道」で日展特選
- 1960年から1963年まで渡仏し、1963年パリのル・サロン展銀賞受賞、同年サロン・ドートンヌ絵画部会員に推挙された[2]。
- 1964年 フランスアカデミー賞受賞
- 1965年 パリのル・サロン展に「冬の箱根」を出展し金賞受賞
- 1971年 「大地の詩」で芸術選奨文部大臣賞受賞
- 1976年 第7回日展出品作「ともしび」で司馬遼太郎、江藤淳らと共に日本芸術院賞受賞[3]
- 1983年 大宮駅の新幹線南コンコース壁面にルイ・フランセンとの合作で巨大陶板レリーフ「川の祭り」を作成[4]。原画を担当
- 1984年 軽井沢のアトリエで急性心不全にて死去

## 代表的な作品
- 冬の箱根
- 大地の詩
- ともしび など